# Melicope pergamentacea
Melicope pergamentacea là một loài thực vật có hoa trong họ Cửu lý hương. Loài này được (Elmer) T.G. Hartley mô tả khoa học đầu tiên năm 2001.